# Объект 327
Объект 327 — советская 152-мм самоходная артиллерийская установка с высокой степенью автоматизации. Разработана ЦКБ завода «Уралтрансмаш» по руководством Н.М. Тупицына. Неофициальное название — «Шайба». Серийно не производилась.

## История создания
В середине 1970-х годов была начата разработка новых проектов перспективных 152-мм самоходных артиллерийских установок. Шасси САУ должны были базироваться на узлах и агрегатах танков, стоявших к тому моменту на вооружении. В ЦКБ «Уралтрансмаш» началась работа по созданию самоходной гаубицы 2С19. Вариант с закрытой установкой орудия имел обозначение «Объект 316». Однако параллельно в качестве одного из инициативных вариантов был предложен «Объект 327» с открытой установкой орудия. Компоновка «Объекта 327» позволяла существенно сэкономить в массе изделия. Для решения задачи открытой установки автоматизированного орудия в конструкции машины был применён ряд новаторских и оригинальных решений. В 1976 году был собран первый прототип. Однако необходимость доработки такого варианта компоновки перспективной самоходной артиллерийской установки многими считалась неоправданной, поэтому основные силы были брошены на работы по самоходной гаубице с закрытой установкой орудия — 2С19, разрабатывавшейся под руководством Томашова Ю.Н. Именно этот проект впоследствии и был принят на вооружение
.

## Описание конструкции

### Броневой корпус и башня
Машина создавалась по безбашенной схеме. Орудие размещалось на специальном погоне, который внешне напоминал шайбу (за что машина и получила неофициальное прозвище «Шайба»). Экипаж размещался в изолированном боевом отделении, из которого управлял агрегатами машины дистанционно. Кроме того, благодаря открытой установке орудия освободилось до 70% боевого отделения. Такая компоновка позволяла легко решить проблему избыточных пороховых газов в боевом отделении, которая возникла на испытаниях самоходных гаубиц 2С1 и 2С3.

### Вооружение
В ходе работ были изготовлены два макетных образца. На первый макет устанавливалась гаубица 2А33 от САУ 2С3 «Акация», на втором макете размещалась пушка 2А37 от САУ 2С5 «Гиацинт-С».

### Ходовая часть
В некоторых источниках ошибочно указывается, что «Объект 327» унифицирован по ходовой части с САУ 2С19 «Мста». На самом деле в качестве базы было использовано доработанное шасси танка Т-72. Изменения коснулись расположения катков. Для придания устойчивости машине при стрельбе катки были сгруппированы по три штуки на каждом борту ближе к корме и носу шасси. Кроме того, была модифицирована подвеска машины.

## Сохранившиеся экземпляры
С 1988 года один оставшийся экземпляр простоял без движения 16 лет на испытательной площадке полигона завода «Уралтрансмаш», после чего весной 2004 года был установлен в музее на его территории, где и находится в настоящее время.

## Оценка машины
Нестандартность и инновационность решений использованных в САУ «Объект 327» имела как ряд преимуществ, так и ряд недостатков.
Преимущества:
1. Сниженная масса САУ по сравнению с аналогами;
2. Высокая степень автоматизации процесса заряжания и ведения огня;
3. Решена проблема загазованности Боевого отделения.

Недостатки:
1. Низкая устойчивость изделия из-за большого плеча силы отдачи при кормовом расположении орудия;
2. Множество нестандартных инновационных решений, увеличивающих цену и усложнявших введение конструкции в серийное производство по сравнению с аналогами.